# Balanus veneticensis
Balanus veneticensis is een zeepokkensoort uit de familie van de Balanidae. De wetenschappelijke naam van de soort is voor het eerst geldig gepubliceerd in 1876 door Seguenza.